# 플레시라이트
플레시라이트(영어: Fleshlight)는 미국의 성인용품 제조업체이다. 음경을 구멍에 삽입하여 사용하는 자위 기구가 유명하다.